# Деми Мур
Деми Мур (на английски: Demi Moore), с рождено име Деми Джийн Гайнс (на английски: Demi Gene Guynes), е американска киноактриса, една от членовете на Брат Пак, станали известни през 1980-те с филми за живота на младежи.
През 1996 г. Мур става най-високоплатената актриса във филмовата история, когато получава безпрецедентните 12,5 млн. долара за участие във филма „Стриптийз“. Следващата ѝ голяма роля е във филма „Редник Джейн“ през 1997 г., за която си обръсва главата, а след това дълго време отсъства от сцената. След това постига успех с филмите „Ангелите на Чарли: Газ до дупка“ (2003), „Боби“ (2006), „Мистър Брукс“ (2007), „Предел на риска“ (2011) и „Тежка нощ“ (2017). През 2019 г. публикува мемоара си „Отвътре навън“, който веднага става бестселър в САЩ. Мур има три брака зад себе си – с Фреди Мур, Брус Уилис и Ащън Къчър. Има три деца от Уилис.

## Биография
Мур е родена на 11 ноември 1962 г. в Розуел, Ню Мексико. Биологичният ѝ баща е летецът от ВВС Чарлз Хармън, който напуска майка ѝ, Вирджиния Кинг, след двумесечен брак, преди Мур да се е родила. Когато Мур е на три месеца, майка ѝ се омъжва за Дан Гайнс, продавач на вестникарски реклами, който често сменя работата си. В резултат на това семейството често се мести.
Като дете Мур страда от кривогледство, което впоследствие е коригирано чрез две операции. Страда и от бъбречна недостатъчност. Тя научава за биологичния са баща на 13-годишна възраст, когато открива брачния договор на родителите си и вижда, че те са се оженили, след като тя вече е била родена.
Когато е на 15-годишна възраст, семейството се премества в Западен Холивуд, Калифорния, където майка ѝ работи за компания за разпространение на списания. През 2019 г. Мур обявява, че е била изнасилена, когато е била на 15. Мъжът твърди, че е платил на майка ѝ за това. Когато е на 16 години, Мур се изнася от семейната къща и напуска училище.
Става популярна след участието си през 1980-те години в няколко тийнейджърски ориентирани филма, а по-късно през 1990-те години се превръща в една от най-известните актриси в Холивуд. Участвала е в 33 филма. В България е известна с участието си във филма „Неприлично предложение“ (1993).
Нашумява с голата си снимка като бременна на корицата на списание „Венити феър“ в броя за август 1991 г. През 1996 и 1997 на Деми Мур е присъдена антинаградата „Златна малинка“ в номинация за най-лоша главна роля, а през 2003 – за най-лоша поддържаща роля.

### Личен живот
Деми Мур се е омъжвала три пъти. Първият ѝ съпруг е Фреди Мур (1980 – 1985), вторият е Брус Уилис (1987 – 2000), а третият е Аштън Кътчър (2005 – 2011).
Майка е на 3 дъщери от Брус Уилис: Румър Глен Уилис (р. 1988), Скаут ЛаРу Уилис (р. 1991) и Талюла Бел Уилис (р. 1994).

## Избрана филмография
- Веществото (2024)
- Мистър Брукс (2007)
- Боби (2006)
- Светлина в мрака (2006)
- Ангелите на Чарли: Газ до дупка (2003)
- Раздвоение (2003)
- Да разнищим Хари (1997)
- Редник Джейн (1997)
- Парижката Света Богородица (1996)
- Стриптийз (1996)
- Съдебен заседател (1996)
- Алената буква (1995)
- Сега и преди (1995)
- Разкриване (1994)
- Неприлично предложение (1993)
- Доблестни мъже (1992)
- Жената на касапина (1991)
- Само неприятности (1991)
- Убийствени мисли (1991)
- Призрак (1990)
- Ние не сме ангели (1989)
- Седмият знак (1988)
- Едно щуро лято (1986)
- Огън на свети Елмо (1985)
- За всичко е виновен Рио (1984)